# NGC 3107
NGC 3107 (другие обозначения — UGC 5425, A 1001+13, MCG 2-26-22, ARAK 229, ZWG 64.48, KARA 397, PGC 29209) — спиральная галактика в созвездии Льва. Открыта Уильямом Гершелем в 1794 году.
При открытии Гершель указал, что этот объект «на 3/4 градуса отстаёт от и на 1/2 градуса севернее планеты Георга» — Урана, а также то, что он «в 3 минутах дуги к северу от звезды красного цвета» — эта звезда известна под каталожным названием HD 87300. Информации было достаточно, чтобы восстановить верное положение галактики, однако изначально Джон Дрейер при составлении Нового общего каталога записал неверную звезду, вблизи которой должна была находиться галактика — HD 87176, которая, к тому же, не была красного цвета. Таким образом, на координатах, которые указал Дрейер, не было ни галактики, ни какого-либо ещё объекта.
Этот объект входит в число перечисленных в оригинальной редакции «Нового общего каталога».